# Podskalie
Podskalie (hongrois : Egyházasnádas) est un village de Slovaquie situé dans la région de Trenčín.

## Histoire
La première mention écrite du village date de 1330.

## Démographie

### Évolution de la population
| Année:               | 1994. | 2004.    | 2014.    | 2024.    |
| -------------------- | ----- | -------- | -------- | -------- |
| Nombre de personnes: | 167   | 146      | 128      | 153      |
| Différence:          |       | -12,57 % | -12,32 % | +19,53 % |

| Année:               | 2023. | 2024. |
| -------------------- | ----- | ----- |
| Nombre de personnes: | 153   | 153   |
| Différence:          |       | +0 %  |